# Publisind
Federația Sindicatelor din Administrația Publică Publisind este o federație a sindicatelor din Administrația Publică din România, afiliată la Blocul Național Sindical (BNS).
Este afiliată la Internaționala Serviciilor Publice (P.S.I.) organizație cu 20 de milioane de membri din peste 150 de țări și la Federația Europeană a Sindicatelor din Serviciile Publice (E.P.S.U.).